# 马来西亚全国羽毛球锦标赛
马来西亚全国羽毛球锦标赛是馬來西亚國內最高級別的羽毛球比賽，創辦於2017年，前身為马来西亚全国羽毛球大奖赛总决赛。
以往馬來西亞全國羽毛球賽事分為吉隆坡、吉打兩站，然後再舉辦總決賽。自2017年起簡化為一站，並將賽事改為現名。

## 歷屆優勝者
以下為本賽事的歷屆優勝者：
| 屆數 | 年份   |                            | 优胜选手                   | 优胜选手                   | 优胜选手                   | 优胜选手                   | 优胜选手 |
| 屆數 | 年份   | 男子單打                   | 女子單打                   | 男子雙打                   | 女子雙打                   | 混合雙打                   |          |
| 1    | 2017年 | 林志咏                     | 蒂娜·穆拉里塔兰            | 王耀新 陳蔚強              | 許嘉雯 溫可微              | 吳順發 賴潔敏              |          |
| 2    | 2018年 | 伊斯干達·祖卡奈因          | 謝抒芽                     | 吳蔚昇 陳蔚強              | 吳玥青 宋佩珠              | 吳順發 賴潔敏              |          |
| 3    | 2019年 | 宋浚洋                     | 谢抒芽                     | 王耀新 张御宇              | 张清玉 林秋仙              | 陈炳顺 吴柳莹              |          |
| －   | 2020年 | 因2019年冠狀病毒病疫情取消 | 因2019年冠狀病毒病疫情取消 | 因2019年冠狀病毒病疫情取消 | 因2019年冠狀病毒病疫情取消 | 因2019年冠狀病毒病疫情取消 |          |
| －   | 2021年 | 因2019年冠狀病毒病疫情取消 | 因2019年冠狀病毒病疫情取消 | 因2019年冠狀病毒病疫情取消 | 因2019年冠狀病毒病疫情取消 | 因2019年冠狀病毒病疫情取消 |          |
| －   | 2022年 | 因2019年冠狀病毒病疫情取消 | 因2019年冠狀病毒病疫情取消 | 因2019年冠狀病毒病疫情取消 | 因2019年冠狀病毒病疫情取消 | 因2019年冠狀病毒病疫情取消 |          |
| 4    | 2023年 | 梁峻豪                     | Letshanaa Karupathevan     | 朱奈迪·阿里夫 葉睿慶       | 許嘉雯 林秋仙              | 葉睿慶 蕭紫萱              |          |